# Hellraiser: Judgment
Série Hellraiser
Revelations
(2011) Hellraiser
(2022)
Pour plus de détails, voir Fiche technique et Distribution.
Hellraiser: Judgment est un film d'horreur américain écrit et réalisé par Gary Tunnicliffe, sorti en 2018. C'est le dixième film de la saga Hellraiser.

## Synopsis
Alors qu'ils essayent d'arrêter un diabolique tueur en série, trois détectives pénètrent malgré eux dans le terrifiant monde de Pinhead et des cénobites qui attendent patiemment de livrer leur terrible jugement.

## Fiche technique
- Titres original : Hellraiser: Judgment
- Réalisation : Gary Tunnicliffe
- Scénario : Gary Tunnicliffe
- Direction artistique : Brent David Mannon
- Décors : Sam Howeth
- Costumes : Jenava Burguiere, Jack Odell et Gary J. Tunnicliffe
- Photographie : Samuel Calvin
- Montage : Travis Graalman
- Musique : Deron Johnson
- Production : Michael Leahy
- Société de production : Dimension Films
- Société de distribution : Lionsgate
- Pays de production :  États-Unis
- Langue originale : anglais
- Format : couleur
- Genre : Horreur et fantastique
- Durée : 81 minutes
- Date de sortie : 
  - États-Unis : 3 février 2018 (Internet) ; 13 février 2018 (en DVD et Blu-ray)[1]

## Distribution
- Damon Carney : le détective Sean Carter
- Randy Wayne : le détective David Carter
- Alexandra Harris : le détective Christine Egerton
- Heather Langenkamp : la propriétaire
- Paul T. Taylor : Pinhead
- Gary Tunnicliffe : Auditor
- Diane Goldner : Cleaner
- John Gulager : Assessor
- Mike Jay Regan : Chatterer
- Jeff Fenter : Karl Watkins
- Helena Grace Donald : Jophiel
- Rheagan Wallace : Alison Carter
- Grace Montie : Crystal Lanning
- Andi Leah Powers : juré no 1
- Mary Kathryn Bryant : juré no 2
- Valerie Sharp : juré no 3

## Production
Gary Tunnicliffe, le réalisateur et scénariste, a été responsable des effets spéciaux des Hellraiser depuis Hellraiser 3 et a aussi écrit le neuvième film, Hellraiser : Revelations.
Pour ce dixième film, l'acteur Paul T. Taylor reprend le rôle de Pinhead, Doug Bradley ayant une nouvelle fois refusé de reprendre le rôle. Celui-ci a notamment indiqué que le fait qu'il n'ait pas reçu un script complet du long-métrage a joué dans le fait de sa non-présence.
Le tournage du film a duré 3 semaines à Oklahoma City .